# Abu Zayyan as-Sa'id Muhammad ibn Abd al-Abd al-Aziz
Abu Zayyan as-Sa'id Muhammad ibn Abd al-Aziz (en árabe: أبو زيان السيد محمد بن عبد العزيز) fue un sultán benimerín que reinó aproximadamente el territorio del moderno Marruecos desde 1372 hasta 1374.

## Reinado
Muhammad Abu Zayyan ascendió al trono siendo menor de edad tras la muerte de su padre, el sultán Abu Faris Abd al-Aziz. Este se había hecho amigo de Lisan al-Din bin al-Jatib, exvisir de Muhammed V de Granada, y su hijo le mantuvo la protección. Abu Faris Abd al-Aziz había empleado a Ibn al-Jatib para malquistar al sultán nazarí con Abderramán ibn Abi Ifullusan, antiguo rival que por entonces mandaba las tropas magrebíes al servicio de Granada.
Cuando el sultán nazarí tuvo noticia de la maniobra, liberó a Ibn Abi Ifullusan y a su inseparable visir y los apoyó para que se hiciesen con el norte del sultanato. A Muhammad Abu Zayyan le sucedieron en 1374 dos sultanes: Abul Abbas Ahmad y Abd-al-Rahman, apoyados ambos por el sultán de Granada. El primero obtuvo Fez, mientras que el segundo consiguió Marrakech. Al-Jatib fue encarcelado y luego, en 1375, estrangulado.